# Brinegar Cabin
Pour les articles homonymes, voir Brinegar.
La Brinegar Cabin est une cabane américaine située à la frontière du comté d'Alleghany et du comté de Wilkes, en Caroline du Nord. Protégée au sein de la Blue Ridge Parkway, elle est inscrite au Registre national des lieux historiques depuis le 20 janvier 1972.